# Gnophos uniformata
Gnophos uniformata là một loài bướm đêm trong họ Geometridae.